# Сен-Мишель-де-Ливе
Сен-Мише́ль-де-Ливе́ (фр. Saint-Michel-de-Livet) — коммуна во Франции, находится в регионе Нижняя Нормандия. Департамент коммуны — Кальвадос. Входит в состав кантона Ливаро. Округ коммуны — Лизьё.
Код INSEE коммуны — 14634.

## Население
Население коммуны на 2010 год составляло 200 человек.
| 1962 | 1968 | 1975 | 1982 | 1990 | 1999 | 2010 |
| ---- | ---- | ---- | ---- | ---- | ---- | ---- |
| 217  | 162  | 128  | 122  | 131  | 127  | 200  |

## Экономика
В 2010 году среди 135 человек трудоспособного возраста (15—64 лет) 99 были экономически активными, 36 — неактивными (показатель активности — 73,3 %, в 1999 году было 75,3 %). Из 99 активных жителей работали 91 человек (44 мужчины и 47 женщин), безработных было 8 (4 мужчины и 4 женщины). Среди 36 неактивных 11 человек были учениками или студентами, 19 — пенсионерами, 6 были неактивными по другим причинам.